# Karlheinz Pfarr
Karlheinz Pfarr (* 9. Juni 1927 in Würzburg; † 28. Oktober 2010 in Berlin) war ein deutscher Bauingenieur und Ökonom. Er gilt als Begründer der modernen Bauwirtschaftslehre und Vater der HOAI.

## Leben

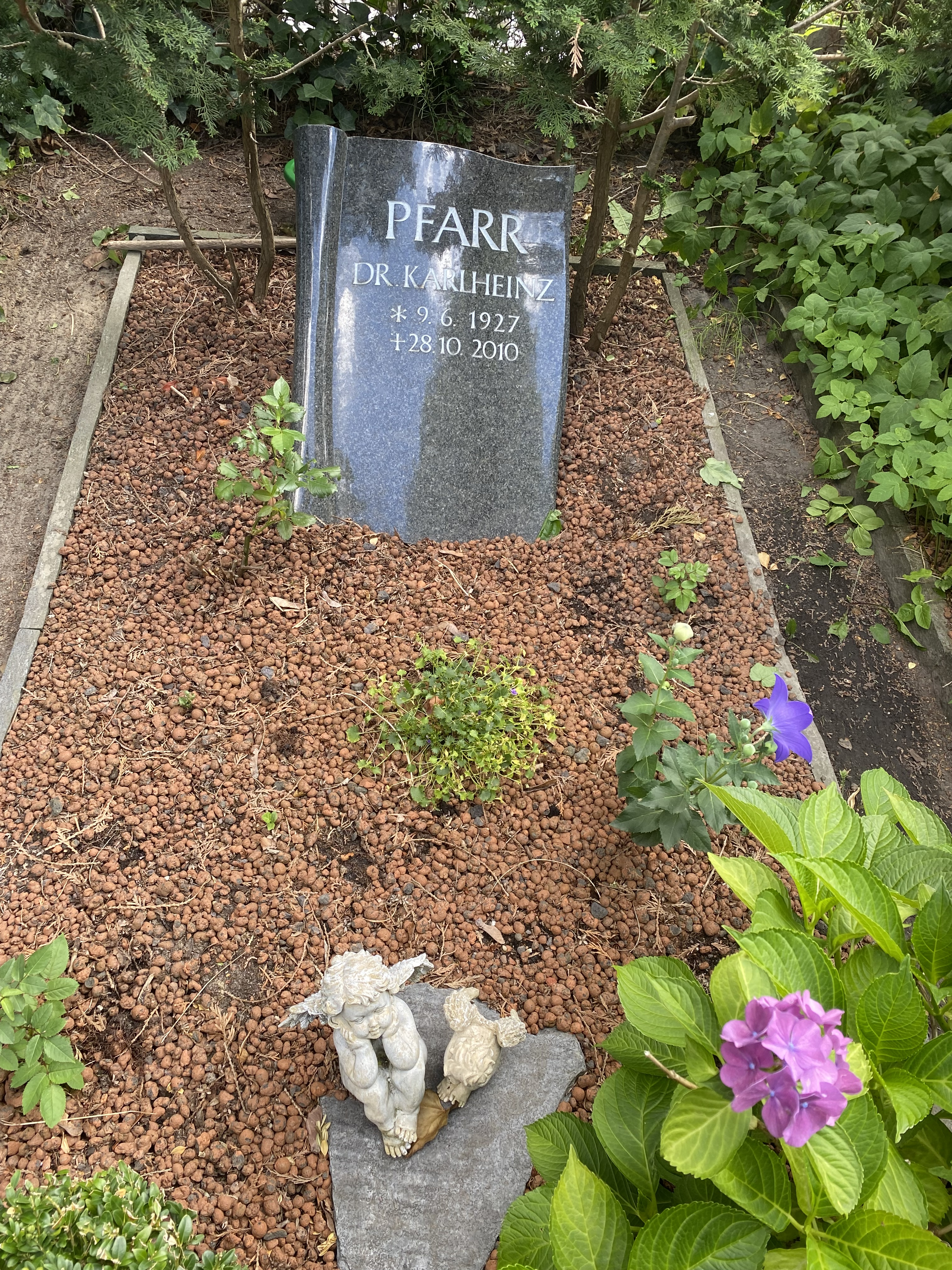
Grabstätte auf dem Friedhof Schmargendorf

Pfarr studierte Wirtschaftswissenschaften und Bauingenieurwesen. In Nürnberg wurde er 1956 mit der Arbeit „Die industrielle Standortsdynamik im Raum von Nürnberg-Fürth-Erlangen nach dem zweiten Weltkrieg“ zum Dr. oec. promoviert.
1963 erhielt er einen Ruf als ordentlicher Universitätsprofessor für Baubetriebswirtschaftslehre an die Technische Universität Berlin. 
Er lebte in Berlin-Grunewald, war verheiratet und hatte drei Kinder. Seine letzte Ruhestätte fand er auf dem Friedhof Schmargendorf.

## Wirken
Pfarr begründete mit der Bauwirtschaftslehre die Grundlage für die Zusammenarbeit der Baubeteiligten. Sein Werk „Betriebswirtschaftslehre des Architekturbüros“ war das erste umfassende Buch seiner Art und stellte das wirtschaftliche Arbeiten des Architekten in den Vordergrund. Ebenso wurde sein Werk „Grundlagen der Bauwirtschaft“ Standardwerk der Lehre und Anwendung. Er schrieb 17 wissenschaftliche Bücher und mehr als 100 Fachaufsätze.
Er gilt als Begründer der modernen Bauwirtschaftslehre. Mit der Entwicklung eines Aufbaus der Leistungsbilder und die Honorartafeln gilt er als Vater der Honorarordnung für Architekten und Ingenieure (HOAI).
Pfarr wurde 1993 mit dem Verdienstkreuz am Bande der Bundesrepublik Deutschland ausgezeichnet.

## Schriften
- Plus oder Minus? Bauverlag 1961.
- Die Bauunternehmung. Handbuch für elastische Baubetriebsführung. Bauverlag, 1967, ISBN 3762511241.
- Betriebswirtschaftliche Probleme der Baugeräteliste 1971 in Frage und Antwort. Bauverlag, 1971, ISBN 3762504539.
- Betriebswirtschaftslehre des Architekturbüros. Eine Orientierungshilfe zur wirtschaftlichen Führung von Planungsbüros. 1973, ISBN 3762504865.
- Handbuch der kostenbewussten Bauplanung. 1976, ISBN 3922598404.
- Einsatz der Kostenrechnung in der Unternehmung. Gabler, 1982, ISBN 3409792317 (zusammen mit Karlheinz Pfarr (Autor), Klaus Mentzel (Autor), Karlernst Kilz (Autor), Herbert Jacob (Herausgeber)).
- Geschichte der Bauwirtschaft. 1983, ISBN 3922598560.
- Grundlagen der Bauwirtschaft. 1984, ISBN 3922598587.
- Trends, Fehlentwicklungen und Delikte in der Bauwirtschaft. Springer, 1988, ISBN 3540189394.
- Honorarfindung nach HOAI – aber wie? Werner Verlag, 1988, ISBN 3804129250.
- Was kosten Planungsleistungen? Kalkulieren, aber richtig. Springer, 1996, ISBN 3540504397 (zusammen mit Karlheinz Pfarr (Autor), Manfred Koopmann (Autor), Detlef Rüster (Autor)).
- Perspektiven am Beginn des neuen Millenniums. Universität Kassel, 2000, ISBN 3-932698-15-0 (zusammen mit Siegbert Keller, Thomas Bock, Wolfgang Rösel, Bernd Nentwig, Wolfdietrich Kalusche, Dietrich A. Möller, Bernd Stolzenberg, Peter Richter, Volkhard Franz).